# Sítina klubkatá

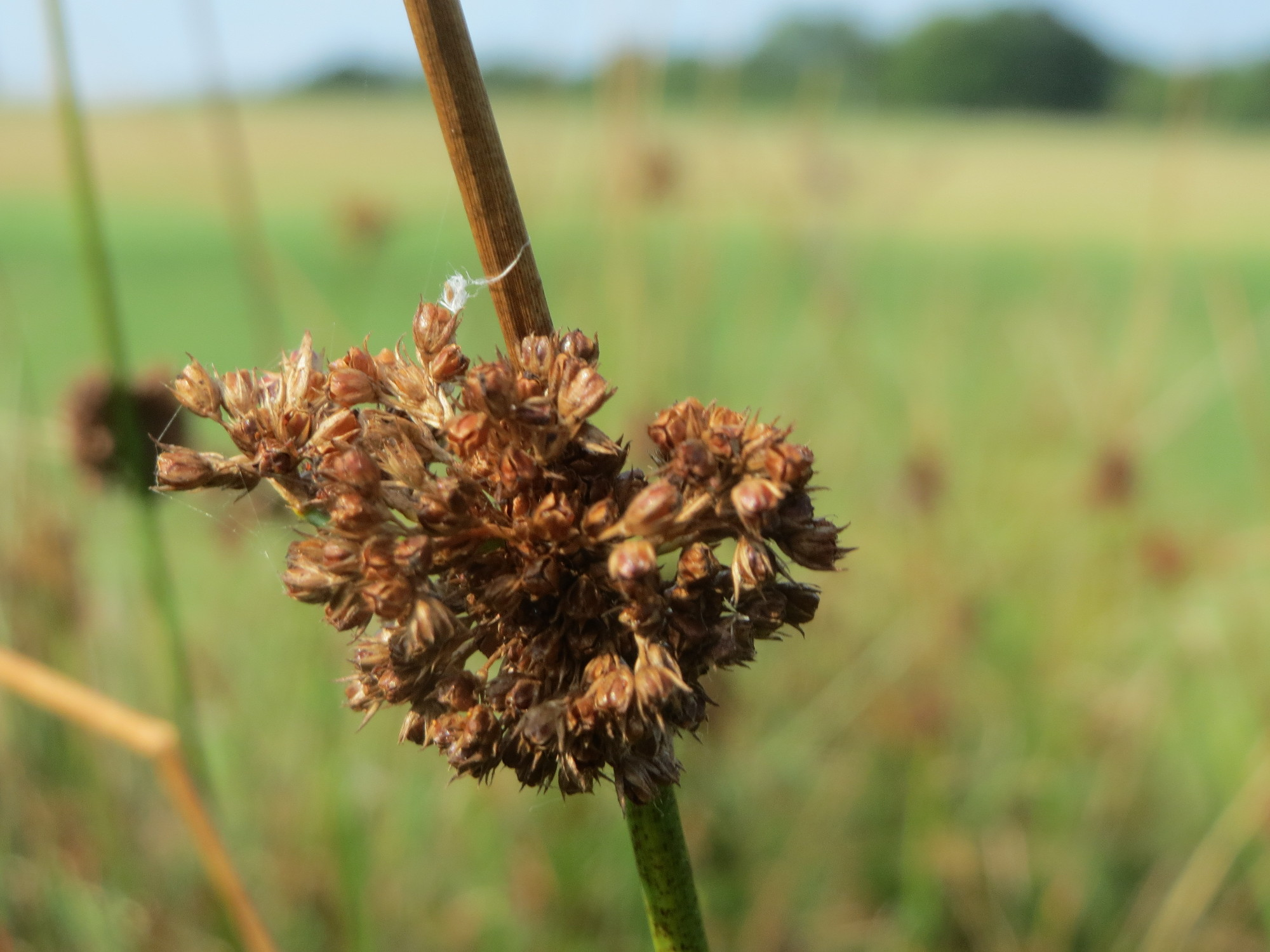
Dozrávající květenství

Sítina klubkatá (Juncus conglomeratus) je trsnatá, matně zelená, vlhkomilná rostlina, druh rodu sítina. Roste téměř v celé Evropě, kde zasahuje až za polární kruh, na severu Afriky, v Jihozápadní i Přední Asii. Jako nepůvodní se vyskytuje v Severní a Jižní Americe, Makaronésii, Austrálii i na Novém Zélandu. Tato planě rostoucí rostlina je v České republice poměrně hojná, roste od nížin až do podhůří.

## Ekologie
Jednoděložná rostlina rostoucí hlavně na málo úrodných, vlhkých až mokrých, neutrálních i kyselých půdách. Vyskytuje se na slunných místech na vřesovištích, v mokřadech, v proláklinách vlhkých travnatých porostů, podél mokrých lesních cest, břehů řek i rybníků, nesnáší však brakickou vodu. Obvykle rozkvétá v červnu a červenci.
Prosperuje i na lidmi vytvořených vlhkých průmyslových odvalech a skládkách, kde jsou rostliny schopné do svých kořenů absorbovat silné koncentrace železa, manganu, zinku, mědi a olova.

## Popis
Vytrvalá, hustě trsnatá bylina vyrůstající z rozvětveného, krátce děleného oddenku položeného v hloubce 20 až 50 cm. Matně zelené lodyhy s nepřerušovanou dření bývají vysoké 30 až 100 cm a 1 až 2 mm tlusté, jsou přímé, drsné a zřetelně rýhované. Bývají bezlisté, jen u báze mají několik prázdných, hnědých, šupinovitých pochev. Přízemní listy jsou trávovité, ploché a na konci zašpičatělé.
Na vrcholu lodyhy pod květenstvím vyrůstá rozšířený listen dlouhý 10 až 20 cm. Roste směrem vzhůru a přerůstá květenství, které je tak zdánlivě postranní; ke konci vegetace se listen sklápí. Kruželovité květenství, 2 až 4 cm dlouhé, je tvořeno drobnými, oboupohlavnými květy vytvářejícími hustá, stažená klubka. Květy mají ve dvou přeslenech šest žlutohnědých, kopinatých okvětních lístků 3 mm velkých, tři tyčinky s prašníky a třídílný semeník s jedinou krátkou čnělkou s bliznou. Květy neprodukují nektar a pyl potřebný k opylení je přenášen větrem.
Plody jsou hnědé, lesklé, vejčité, třídílné tobolky až 3 mm velké. Obsahují několik oválných, asi 0,5 mm velkých, hnědých semen s přívěskem, která si podržují klíčivost až pět let.

## Význam
V současnosti je ekonomický význam sítiny klubkaté mizivý. Na některých místech má její výskyt téměř invazní charakter.